# پیرارگیریت
سولفور (به انگلیسی: Pyrargyrite) با فرمول شیمیایی Ag3SbS3 از مجموعه کانی هاست و قرمزگیلاسی در شعله ذوب می‌شود و در KOH , HCl , NO3H حل می‌گردد. Ag:۵۹٫۷۶٪ Sb:۲۲٫۴۸٪ S:۱۷٫۷۶٪ با انکلوزیون As برای اولین بار در ۲٫۵ کشف شد و از نظر شکل بلور: هیدروترمال، رنگ: منشوری - همی ئدریک - ماکله، جلا: مشخص نیست.، رخ: سولفور، سیستم تبلور: پیرارگیریت و در رده‌بندی تری کلینیک است همچنین خاصیت مغناطیسی نیمه شفاف
همایند کانی‌شناسی (پارانژ) آن کانسار نقره است
کاربرد آن: چک اسلواکی، از نظر ژیزمان بلوری - تجمع دانه‌ای - توده‌ای - اندود - پسودومرف تقریباً کمیاب است و بیشتر در آلمان شرقی و غربی، چک اسلواکی، اسپانیا، شیلی، مکزیک (بلورهابه ۳ سانتی متر می‌رسد)، آمریکا، پرو، روسیه و کانادا یافت می‌شود.